# Авл Гостилий Манцин (консул)
Авл Гости́лий Манци́н (лат. Aulus Hostilius Mancinus; умер после 169 года до н. э.) — римский военачальник и политический деятель из плебейского рода Гостилиев, консул 170 года до н. э. Командовал римской армией во время Третьей Македонской войны (170—169 годы до н. э.).

## Биография
Авл Гостилий принадлежал к плебейскому роду Гостилиев, который только во II веке до н. э. вошёл в состав римского нобилитета. Авл был первым консулом в этом семействе. Согласно Капитолийским фастам, его отец и дед носили преномены Луций и Авл соответственно. Исследователи предполагают, что первый из них — это Луций Гостилий Манцин, который в 217 году до н. э., во время Второй Пунической войны, командовал отрядом конницы союзников в армии диктатора Квинта Фабия Максима и погиб в бою в Кампании. У Авла-младшего был старший брат Луций, отец консула 145 года до н. э. Луция Гостилия Манцина, одного из покорителей Карфагена
Первое упоминание Авла Гостилия в источниках относится к 180 году до н. э., когда он стал претором. Ему досталась наиболее почётная городская претура. В 170 году до н. э. Манцин был избран консулом вместе с ещё одним плебеем Авлом Атилием Серраном.
В это время шла Третья Македонская война. Авл Гостилий получил командование над армией, действовавшей в Фессалии и в предыдущем году под командованием Публия Лициния Красса потерпевшей поражение от царя Персея. Из-за козней эпиротов консул едва не попал в руки противника на своём пути к войску. О том, как шла кампания 170 года до н. э., мало что известно, поскольку большая часть повествования Тита Ливия об этих событиях была утрачена. Манцин, хотя и получил помощь от Пергама, был вынужден ограничить свои действия обороной и укреплением римского влияния в Греции; не достигнув каких-либо успехов, он зазимовал в Фессалии. Весной 169 года до н. э. близ города Палефарсал Авл Гостилий передал армию своему преемнику, консулу этого года Квинту Марцию Филиппу. Античные авторы сообщают, что Манцину удалось укрепить дисциплину, расшатавшуюся было в самом начале войны. Он остался при армии, и в дальнейшем действовал «в полном согласии» с Квинтом Марцием; тем не менее и в 169 году до н. э. не удалось одержать победу над врагом.
После 169 года до н. э. Авл Гостилий уже не упоминается в источниках.

## Потомки
У Авла Гостилия было двое сыновей: Авл Гостилий Манцин, курульный эдил 151 года и посол в Вифинию в 149 году до н. э., и Гай Гостилий Манцин, консул 137 года до н. э., печально известный своим поражением под Нумантией в Испании.